# Veliko Mraševo
Veliko Mraševo je naselje u Općini Krško u istočnoj Sloveniji. Veliko Mraševo se nalazi u pokrajini Dolenjskoj i statističkoj regiji Donjoposavskoj.

## Stanovništvo
Prema popisu stanovništva iz 2002. godine Veliko Mraševo je imalo 242 stanovnika.

## Šport
Od 2001. održava se Nočni turnir v malem nogometu ob prazniku KS Podbočje in dnevu državnosti; prije toga od 1988. održavao se u Podbočju.

## Vanjske poveznice
- Satelitska snimka naselja  Arhivirana inačica izvorne stranice od 29. srpnja 2017. (Wayback Machine)